# Nha Fala – Meine Stimme
Nha Fala – Meine Stimme ist ein Film des guinea-bissauischen Regisseurs Flora Gomes aus dem Jahr 2002.

## Handlung
Bevor Vita aus ihrer kapverdischen Heimat zu einem Studium nach Europa aufbricht, nimmt ihre Mutter ihr das Versprechen ab, niemals zu singen. Es laste ein Fluch auf der Familie, so die Mutter, nach der jedes weibliche Mitglied sterben müsse, wenn es öffentlich singen sollte. In Paris angekommen, lernt Vita Pierre kennen. Der Musiker erkennt in ihr ein Gesangstalent und überredet sie, Sängerin zu werden. Sie fühlt sich durch das Singen befreit und bestätigt. Vita nimmt daraufhin ein Album auf, das ein Verkaufserfolg wird. Nun fürchtet Vita, ihre Mutter könnte von ihrer Betätigung als Sängerin erfahren, und sie beschließt, zu ihrer Mutter zu fliegen, um dort den Fluch abzulegen.

## Produktion
Für die Produktion des Films erhielt die Produktionsfirma Samsa Film im Jahr 2000 einen Zuschuss von neun Millionen Luxemburger Franc vom Film Fund Luxembourg. Darüber hinaus wurde die Filmproduktion auch vom europäischen Filmfonds Eurimages mit 230.000 Euro finanziell unterstützt, wovon Samsa Film 46.000 Euro (20 %), Fado Filmes 119.600 Euro (52 %) und Les films de Mai 64.400 Euro (28 %) erhielten.
Gedreht wurde in der kapverdischen Kulturmetropole Mindelo und in Paris, die Filmmusik schrieb der bekannte Musiker Manu Dibango. Produziert wurde der Film von der portugiesischen Produktionsfirma Fado Filmes, zusammen mit der französischen Les Films de Mai und der luxemburgischen Samsa Film. Die 1980 im Senegal geborene Hauptdarstellerin Fatou N’Diaye erlernte für den Film Kapverdisches Kreol.

## Rezeption
Die musikalische Komödie, die durch Musical-ähnliche Tanzszenen und Musikeinlagen die heiter-dramatische Erzählung begleitet, behandelt neben afrikanischen Familientraditionen und der Emanzipation der Frau auch die Ausgrenzung Fremder in Europa. Der Titel Nha Fala (port.: A minha fala bzw. A minha voz, dt.: Meine Stimme) steht dabei auch für den Wunsch, sein Innerstes unverfälscht und frei auszudrücken zu können.
Der Film lief auf einer Reihe Festivals, darunter das Filmfestival Venedig 2002, wo er ausgezeichnet wurde. Auch beim Afrikanischen Filmfestival von Ouagadougou und dem Internationalen Filmfestival von Amiens gewann Nha Fala Preise.
Nha Fala wurde mehrmals als DVD veröffentlicht, so im deutschsprachigen Raum von der öffentlich-rechtlichen Stiftung trigon-film in der Schweiz.